# Sheri Stewart Tepper
Sheri Stewart Tepper (Littleton, 1929. július 16. – Santa Fe, 2016. október 22.) amerikai tudományos-fantasztikus írónő

## Életpályája
Gyerekkorában olvasta Abraham Merritt és Clive Staples Lewis sci-fi és fantasy munkáit, L. Frank Baum Oz, a nagy varázsló történeteit, William Hope Hodgson és Austin Tappan műveit. Erről később így írt: "Ezek voltak azok a könyvek, amelyekhez újra és újra visszatértem". Két gyermekes egyedülálló anyaként számos munkahelye volt, például a CARE nemzetközi segélyszervezet irodai asszisztenseként is dolgozott. 1962 és 1986 közt a Rocky Mountain Planned Parenthood nevű szervezet munkatársa volt, itt végül ügyvezető igazgatói posztra emelkedett.
Sheri S. Eberhart álnéven kezdett verseket és gyerekeknek szóló történeteket írni, majd hosszabb szünetet tartott. Az 1980-as évek közepére több tudományos-fantasztikus regényt adott ki, köztük a The Revanants-t (1984), valamint a True Game sorozat köteteit, köztük a King's Blood Four-t (1983), a Necromancer Nine-t (1983) és a Wizard's Eleven-t (1984). Más, ezekhez kapcsolódó munkái, köztük ökofeminista regényei a The Gate to Women's Country (1988) és a Grass (1989), ezek az Arbai-trilógiához tartoznak. Az 1990-es és a 2000-es években megjelent későbbi regényei közé tartozik a Beauty (1991), amely Locus-díjat nyert, a Shadow's End (1994), a The Family Tree (1997), a Six Moon Dance (1998), a Singer from the Sea (1999), a The Visitor (2002), a The Companions (2003) és a The Margarets (2007).
1998-tól Santa Fe mellett üzemeltetett egy vendégházat, ugyanebben az évben a 25. WisCon (feminista sci-fi kongresszus) díszvendége volt Madisonban. 2015 novemberében életművéért World Fantasy díjat kapott.
Elsősorban feminista sci-fijéről ismert, amelyek a szociológia, a nemek közti egyenlőség, a teológia és az ökológia témáival foglalkoztak. Szokás a a tudományos-fantasztikus irodalom ököfeministájaként is említeni, bár ő maga inkább az ökohumanista megnevezést részesítette előnyben. Számos írói álnevet használt, köztük A. J. Orde-t, E. E. Horlakot és B. J. Oliphant-ot.

## Magyarul megjelent művei
Magyar nyelven egyetlen alkotása jelent meg Földöntúli dialógus címmel a Galaktika 43. számában 1982-ben.

## Fordítás
- Ez a szócikk részben vagy egészben  a   Sheri S. Tepper című angol Wikipédia-szócikk ezen változatának fordításán alapul.  Az eredeti cikk szerkesztőit annak laptörténete sorolja fel. Ez a jelzés csupán a megfogalmazás eredetét és a szerzői jogokat jelzi, nem szolgál a cikkben szereplő információk forrásmegjelöléseként.